# Tangata pouaka
Tangata pouaka är en spindelart som beskrevs av Forster och Norman I. Platnick 1985. Tangata pouaka ingår i släktet Tangata och familjen Orsolobidae. Inga underarter finns listade i Catalogue of Life.